# Ayanna Pressley
Ayanna Soyini Pressley (Cincinnati, Ohio, Amerikai Egyesült Államok, 1974. február 4. – ) amerikai demokrata politikus, 2019 óta Massachusetts állam 7. körzetének képviselője az Egyesült Államok kongresszusában.

## Életpályája
Pressley az Ohio állambeli Cincinnatiban született 1974-ben, Chicagóban nőtt fel szülei egyetlen gyermekeként. Édesanyja, Sandra, albérlők jogaiért küzdő aktivista volt, apja pedig sok időt töltött börtönben. 1992-ben érettségizett a Chicagói Francis W. Parker School-ban, ezután pedig Massachusettsbe költözött, hogy a Bostoni Egyetemre járhasson. Két évvel később otthagyta az egyetemet, hogy nemrég munkáját vesztett édesanyját támogathassa. Bár később folytatta egyetemi tanulmányait a Bostoni Egyetem alá tartozó Metropolitan College-ban, nem szerzett diplomát.
Miután elhagyta az egyetemet, Joseph P. Kennedy II kongresszusi képviselőnek dolgozott 1996-ban, beosztása a képviselt körzet lakóinak való segítségnyújtás volt. Az újraválasztási kampányán tett önkéntes munkája után John Kerry szenátornak dolgozott egészen 2009-ig. Itt több posztot is betöltött, volt választókerületi igazgató és politikai igazgató is. 2018-ban Kerry szenátor "erőteljesnek és fókuszáltnak" írta le Pressley-t, aki "hisz a közszolgálatban".
2009-ben otthagyta Kerrynél folytatott munkáját, hogy saját politikai karrierjére fókuszáljon. Ekkor indította kampányát a Boston városháza általános képviselőségéért. November 3-án választották meg, a pozíciót színesbőrű nőként elsőként töltötte be. Négyszer választották újra.
Városházi képviselősége alatt hozta létre az egészséges nők, családok és közösségekért felelő bizottságot, amely a családok és közösségek stabilizálására fókuszált, az erőszak és szegénység csökkentése mellett. Ezen túl elősegítette, hogy minden Bostoni gimnazista részesüljön szexuális oktatásban, valamint erőfeszítéseket tett különböző támogatási rendszerek kiterjesztéséért, amelyek a szexuális bántalmazás és gyilkosság áldozatainak és családjaiknak nyújt segítséget.
2018-ban indult Massachusetts 7. választókerületének képviselőségéért, az előválasztáson meglepetésre legyőzte a húsz éve szolgáló Michael Capuano-t, a szavazatok 58 százalékát. Azóta kétszer választották újra, 2020-ban és 2022-ben.

## Politikája
Progresszív baloldali politikát képvisel, támogatja például a Medicare for All-t, mely minden amerikai állampolgárnak egészségbiztosítást adna, véleménye szerint az Egyesült Államok jelenlegi egészségügyi rendszere romlott. Pressley szorgalmazza országa igazságügyi rendszerének a reformját, mely véleménye szerint diszkriminatív a színesbőrű amerikaiak ellen. A globális felmelegedést komoly fenyegetésnek tartja, ezért támogatja Alexandria Ocasio-Cortez törvényjavaslatát, mely az Egyesült Államok megújuló energiaforrásokra való átállását segítené elő többek között. Pressley megreformálná a bevándorlást és az azt irányító elveket, szerinte körzetében is félelemben élnek a bevándorlók, hogy az ország deportálni fogja őket. Ezen kívül támogatja még az abúzustól szenvedők támogatását, és az arról felvilágosító oktatást, valamint az úgynevezett háborús fegyverek vásárlásának betiltását.